# Desa Palasari (administrativ by i Indonesien, lat -6,72, long 107,67)
Desa Palasari är en administrativ by i Indonesien.   Den ligger i provinsen Jawa Barat, i den västra delen av landet, 110 km sydost om huvudstaden Jakarta.